# Luan Santos
Pour les articles homonymes, voir Santos (homonymie).
Luan Vinícius da Silva Santos est un footballeur brésilien né le 14 mai 1999 à São Paulo. Il évolue au poste de milieu défensif dans le championnat brésilien de Serie A, avec le club du São Paulo FC.

## Biographie

### En club
Natif de São Paulo, Luan intègre l'académie du São Paulo FC en 2010, effectuant par la suite ses débuts professionnels avec l'équipe senior en juillet 2018.
En 2018, avec les moins de 20 ans, il se classe quatrième de la Copa Libertadores des moins de 20 ans.
Devenu un joueur régulier de l'équipe première, il prolonge son contrat la même année, jusqu'en 2022.

### En sélection nationale
Avec les moins de 20 ans, il officie comme capitaine lors d'une rencontre amicale face au Chili, le 13 octobre 2018. L'année suivante, il participe au championnat sud-américain des moins de 20 ans organisé au Chili. Lors de cette compétition, il joue huit matchs.